# Bölényfalu

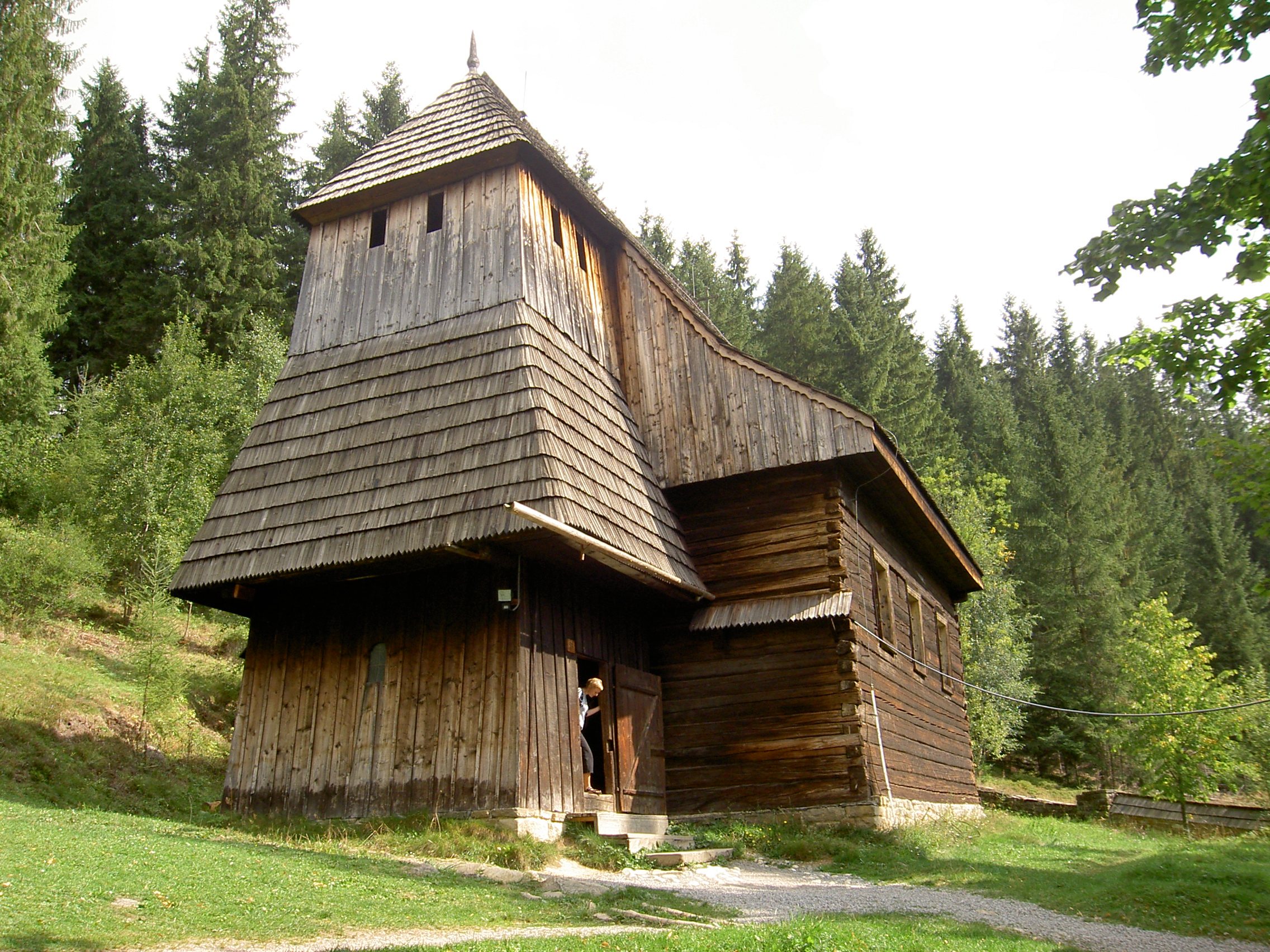
A Szent Erzsébet-templom

Bölényfalu (1899 előtt és szlovákul Zuberec) község Szlovákiában, a Zsolnai kerület Turdossini járásában.

## Fekvése
Alsókubintól 32 km-re északkeletre, a Nyugati-Tátra tövében fekszik.

## Nevének eredete
Nevét valószínűleg onnan kapta, hogy környéke bölényben gazdag terület volt. A szlovák zubor is bölényt jelent.

## Története
Első lakói a 14. században az Árva mentéről települtek ide és az árvai vár szolgálónépei voltak. A falu alapítása azonban csak 1593-ban történt a soltészjog alapján. Ekkor szerepel először oklevélben „Zwberczyc” néven. Alapításakor a soltészén kívül öt ház állt a településen. 1598-ban „Zubercze” néven írják. A falu a Bocskai-felkelés idején elnéptelenedett és 1609-ben népesült be újra. 1612-ben ura, Thurzó György nádor Baran Jakab zubereci soltésznak kiváltságlevelet adott, ebben meghatározta a falu határait is. 1619-ben a falut a Tomcsik, Opyda, Sztankó és Debnár családok lakták. 1624-ben Zuberecen 12 család lakott, ami mintegy 60 lakost jelent. 1647-ben „Zuberecz” alakban említik, ekkor az adóösszeírás szerint a falu soltész nélkül egy portáig adózott. Ez évi 20 ezüstdénárt jelentett. 1670 és 1680 között kuruc csapatok többször is feldúlták. 1677-ben a falu vezetője Zuberszky Márton volt, rajta kívül 36 család élt itt. 1683-ban Sobieski János lengyel király lengyel-litván seregének kozák-tatár csapatai pusztították el. Csak a 18. század elején telepítették be újra. 1715-ben 30 családja, mintegy 150 lakosa volt. 1778-ban 332-en lakták.
A 18. század végén Vályi András így ír róla: „ZUBERECZ. Tót falu Árva Várm. földes Ura a’ Kir. Kamara, lakosai katolikusok, fekszik Habonkának szomszédságában, mellynek filiája; Kárpát hegyének tövében, Studena vize mellett, melly víz pisztrángokkal kedveskedik; határja tsekélyes.”
1828-ban 127 házában 889 lakos élt.
Fényes Elek 1851-ben kiadott geográfiai szótárában így ír a faluról: „Zuberecz, tót f. Árva v. 882 kath., 7 zsidó lak., kik szinte sok durva posztót csinálnak. Vasbányák. 44 4/8 sessio. A Studenna patakja a falu felett a földben eltünik, és mintegy 800 ölnyi távolságra a föld alatt folyván – ismét látható lesz. Pisztrangjai jó izük miatt hiresek. F. u. az árvai uradalom. Ut. p. Rosenberg.”
1870-ben 182 ház állt itt 1007 lakossal. Lakói a mezőgazdaságon kívül mészégetéssel, vászonszövéssel, idénymunkákkal foglalkoztak. A trianoni diktátumig Árva vármegye Vári járásához tartozott.
A második világháború alatt területén élénk partizántevékenység folyt. A háború után a földet magángazdaságokban művelték. Kőbánya is működött itt.

## Népessége
| Év:            | 1994. | 2004.   | 2014.   | 2024.   |
| -------------- | ----- | ------- | ------- | ------- |
| Emberek száma: | 1682  | 1814    | 1840    | 1928    |
| Eltérés:       |       | +7,84 % | +1,43 % | +4,78 % |

| Év:            | 2023. | 2024.   |
| -------------- | ----- | ------- |
| Emberek száma: | 1945  | 1928    |
| Eltérés:       |       | -0,87 % |

1910-ben 920, túlnyomórészt szlovák lakosa volt.
2011-ben 1806 lakosából 1774 szlovák.

## Nevezetességei
- Szent Vendelnek szentelt római katolikus temploma 1933-ban épült. A templom előtti kereszt 1834-ben készült.
- Határában a Bresztová-tetőn található az 1967-ben alapított Árvai Falumúzeum.
- A Sztudená-völgyben van az 1,8 km hosszú Bresztovái-barlang.
- Májusfa ünnepség.

## Külső hivatkozások
- Hivatalos oldal
- A község a régió turisztikai honlapján
- E-obce.sk
- Községinfó
- Bölényfalu Szlovákia térképén
- A falumúzeum ismertetője